# Lycée international Lucie-Aubrac

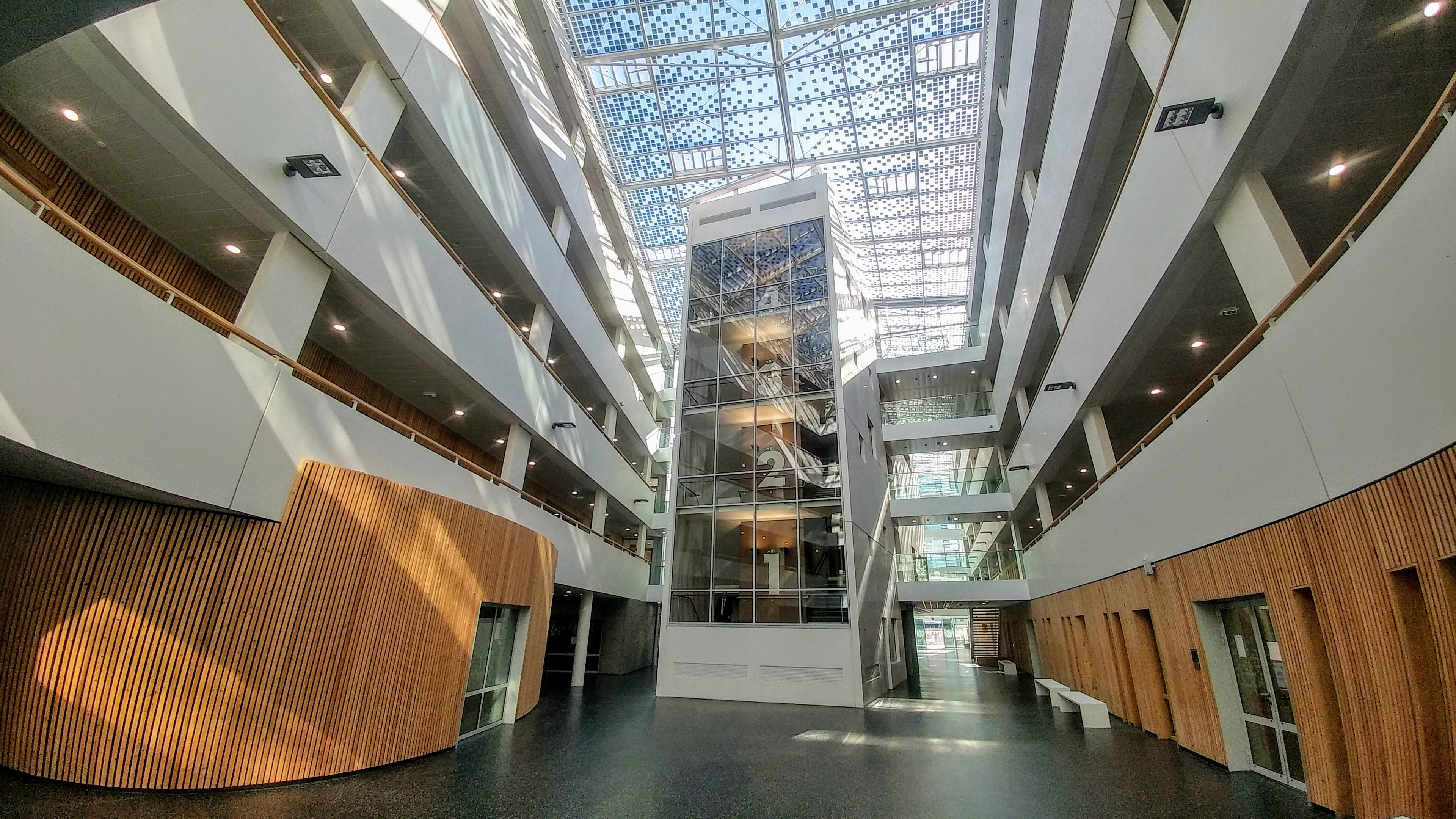
Rue intérieure du lycée et vue sur la verrière photovoltaïque.

Le lycée international Lucie-Aubrac est un établissement scolaire public situé au 13, rue de l'Industrie à Courbevoie (Hauts-de-Seine). Il est pourvu de classes générales et technologiques et de sections linguistiques européennes et internationales. Il porte le nom de la résistante française Lucie Aubrac.

## Histoire

### Le lycée Lucie Aubrac
Afin de faire face à la hausse des effectifs de lycéens sur la commune de Courbevoie, la région Île-de-France a demandé au conseil général des Hauts-de-Seine d’accueillir des lycéens au collège Les Renardières à partir de la rentrée scolaire 2007/2008. Le collège Les Renardières et le lycée Lucie-Aubrac forment alors un nouvel établissement appelé la cité scolaire de Courbevoie.
Les lycéens suivent leurs cours dans les salles du collège et dans des bâtiments provisoires en attendant la construction du nouveau lycée sur le site de l’ancien collège Pompidou au 13 rue de l'Industrie à Courbevoie.
La cité scolaire est inaugurée le 23 novembre 2009 en présence d'Isabelle Balkany, vice-présidente du conseil général des Hauts-de-Seine déléguée aux affaires scolaires, d'Elisabeth Gourevitch, vice-présidente du conseil régional d’Île-de-France chargée des lycées et des politiques éducatives, de Jacques Kossowski, député-maire de Courbevoie et d'Alain Boissinot, recteur de l’Académie de Versailles – chancelier des universités. Lors de cette inauguration, le lycée compte 313 élèves.
Initialement prévu pour la rentrée de septembre 2013, les nouveaux bâtiments du lycée Lucie-Aubrac ne sont livrés que cinq ans plus tard à la rentrée de septembre 2018,. Dans cet intervalle, le nombre d'élèves du nouveau lycée est revu à la hausse. Ce futur établissement peut ainsi accueillir 1 500 élèves dans 42 divisions. Le lycée compte 3 ailes sur 15 000 m2 de construction dans un environnement 100 % numérique. Le projet pédagogique de ce futur lycée prévoit l'ouverture de deux nouvelles sections internationales, en plus de la section internationale arabe ouverte en septembre 2011.
Le lycée international Lucie-Aubrac est inauguré lundi 3 septembre 2018,, en présence de Valérie Pécresse, présidente de la région Île-de-France, de Patrick Devedjian, président du conseil départemental des Hauts-de-Seine, de Jacques Kossowski, maire de Courbevoie, de Daniel Filâtre, recteur de l’académie de Versailles – chancelier des universités et de Dominique Fis, directrice académique des services départementaux de l'Éducation nationale. Lors de cette inauguration, le lycée compte 540 élèves.

### L'école européenne Paris la Défense
Lors du dîner Europlace à l'Hôtel de Matignon le 11 juillet 2018, Édouard Philippe, Premier ministre, déclare : « Avec le soutien de la mairie de Courbevoie, avec celui du conseil départemental des Hauts de-Seine et celui de la région Île-de-France, nous allons créer une école européenne. Le dossier d’agrément a été déposé cette semaine. Cette école, qui ouvrira ses portes en septembre 2019, accueillera des élèves de la maternelle à la terminale. Elle préparera notamment au Baccalauréat européen ».
Depuis la rentrée de septembre 2019, le lycée international Lucie-Aubrac accueille les élèves du secondaire de l'école européenne pour les classes S1 à S7 (de la sixième à la terminale). Cet accueil est prévu jusqu'à la construction de la nouvelle École européenne Paris La Défense sur la commune de Courbevoie.

## Architecture
Lauréat du concours d'architecture initié par la région Île-de-France, le cabinet Epicura Architectes / AAM a construit son projet autour de la lumière traversante. Les corps de bâtiments s'articulent autour d'un grand espace à vivre. La rue intérieure couverte par une verrière photovoltaïque permet à la lumière de rentrer dans tous les espaces et de jouer un rôle important à la fois dans la gestion du bâtiment (économie d'énergie) et dans l'amélioration du bien-être des usagers. Cet espace est un lieu privilégié pour les rencontres et les échanges entre les usagers de l'établissement. La Région Île-de-France a investi 53,6 M d’euros dans ce projet réalisé en 18 mois par les équipes d’Eiffage Construction. Le lycée a été certifié NF Bâtiments Tertiaires – démarche HQE et labellisé Effinergie. Le bâtiment du lycée a participé aux trophées des entreprises publiques locales 2019, dans la catégorie bâtiment durable.

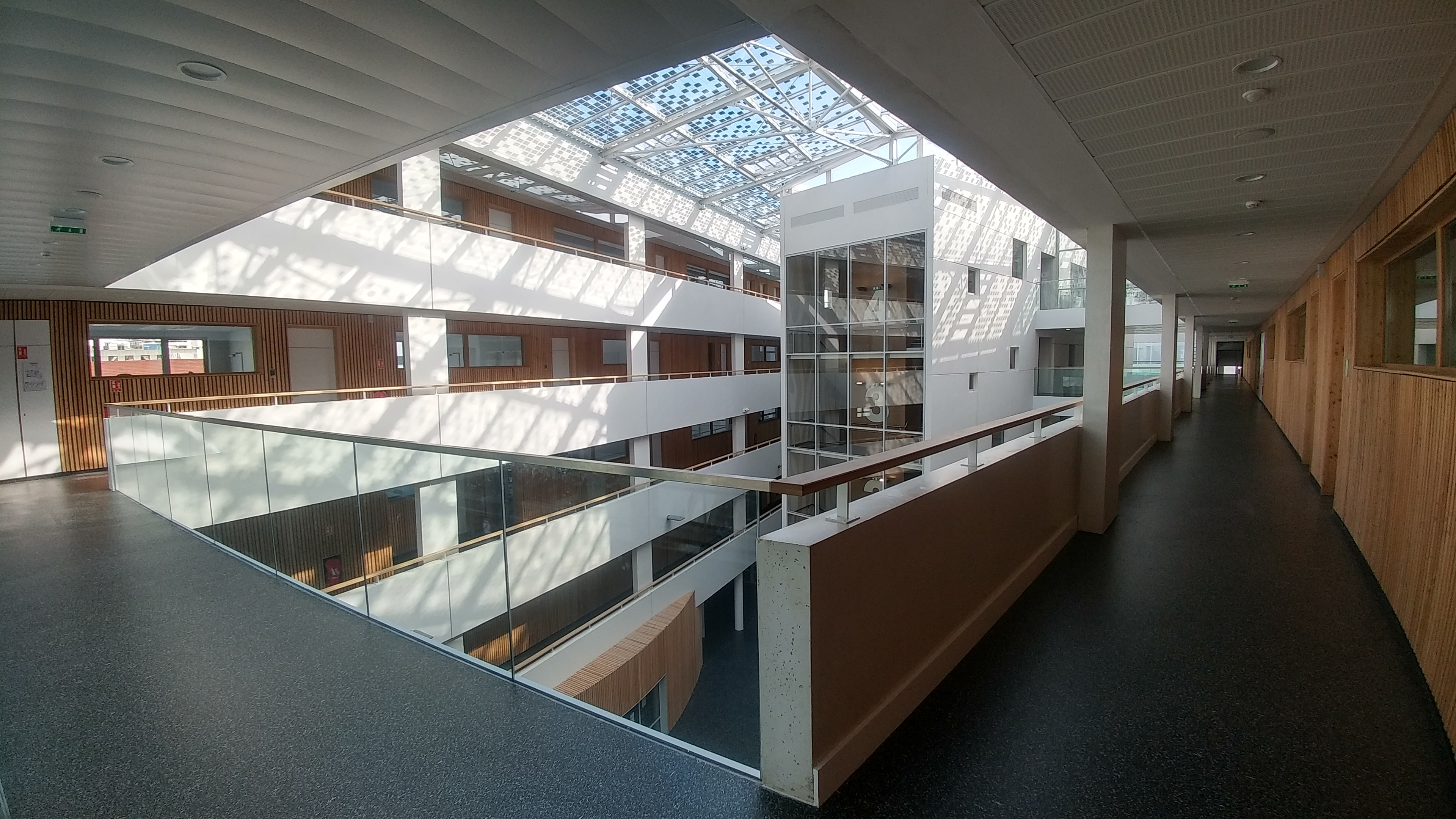
Coursives au troisième étage.

## L'offre de formation du lycée
Dès son ouverture en septembre 2007, le lycée propose le baccalauréat général pour les séries S, ES et L.
En 2011, l’Académie de Versailles décide d'ouvrir une section internationale arabe à la cité scolaire de Courbevoie. Les élèves peuvent intégrer cette section à partir de la rentrée 2011 : en classe de sixième pour le collège Les Renardières et de seconde pour le lycée Lucie-Aubrac. Les élèves désireux d’intégrer cette nouvelle section internationale sont recrutés sur dossier et après entretien et évaluation du niveau écrit et oral en arabe.
L'ouverture du nouveau lycée en septembre 2018 permet de proposer deux nouvelles sections internationales en anglais britannique et en chinois. Les élèves désireux d’intégrer ces nouvelles sections internationales sont recrutés sur dossier et après entretien et évaluation du niveau écrit et oral dans la langue de la section. Lors de cette même rentrée, le lycée propose la série sciences et technologies du management et de la gestion avec l'ouverture de deux classes de première STMG.
À partir de la rentrée de septembre 2020, une section abibac ouvre au lycée en classe de seconde. Les élèves désireux d’intégrer la section abibac seront recrutés après entretien oral et évaluation du dossier de candidature.

## Classement du lycée
Selon le parisien.fr, en 2019, le lycée se classe 27e sur 53 (12e établissement public) au niveau départemental, et 883e sur 1859 au niveau national. Le classement s'établit sur trois critères : le taux de réussite au bac, la proportion d'élèves de première qui obtient le baccalauréat en ayant fait les deux dernières années de leur scolarité dans l'établissement, et la valeur ajoutée (calculée à partir de l'origine sociale des élèves, de leur âge et de leurs résultats au diplôme national du brevet).
92 % des terminales inscrits au baccalauréat par le lycée Lucie-Aubrac ont obtenu leur diplôme en 2019 (102 candidats, 94 reçus). Le pourcentage de mention à l'examen pour la session 2019 est de 51 %.